# Wheelerellinae
Wheelerellinae es una subfamilia de foraminíferos bentónicos de la familia Ellipsoidinidae, de la superfamilia Pleurostomelloidea, del suborden  Buliminina y del orden Buliminida. Su rango cronoestratigráfico abarca desde el Turoniense hasta el Maastrichtiense (Cretácico superior).

## Discusión
Clasificaciones previas incluían Wheelerellinae en la familia Pleurostomellidae, así como en el suborden Rotaliina y/o orden Rotaliida

## Clasificación
Wheelerellinae incluye al siguiente género:
- Wheelerella †

Otro género asignado a Wheelerellinae y actualmente clasificado en otra subfamilia es:
- Bandyella †, ahora en la subfamilia Pleurostomellinae

Otro género considerado en Wheelerellinae es:
- Czarkowyella †